# Der Untergang von Pompeji
Der Untergang von Pompeji (deutsch synchronisierte Fassung 1950) bzw. Die letzten Tage von Pompeji (engl. Originalfassung in Österreich 1936) ist ein in der Antike spielendes US-amerikanisches Filmdrama aus dem Jahre 1935 von Ernest B. Schoedsack mit Preston Foster, Alan Hale und Basil Rathbone in den Hauptrollen. Es handelt sich hierbei um die erste Tonfilmfassung, die sich des seit frühen Stummfilmtagen beliebten Leinwandstoffs annahm. Der Film orientiert sich nur sehr frei an dem gleichnamigen Roman von Edward Bulwer-Lytton.

## Handlung
Bei der österreichischen Premiere wurde der Film, der (trotz zeitlicher wie örtlicher Unvereinbarkeit beider historischer Ereignisse) auch den letzten Leidensweg Christi in die Untergangsgeschichte einwebt, in drei Akte unterteilt:
- Marcus, der Schmied
- Held der Arena
- Der Untergang Pompejis

Handlungsort ist das auf dem Höhepunkt seiner Macht befindliche Römische Reich, einige Jahrzehnte nach Christi Geburt. Marcus ist ein ehrbarer Schmied, der mit einer ihn liebenden Gattin und einem nur wenige Monate alten Sohn gesegnet ist. Eines Tages schlägt das Schicksal erbarmungslos zu: Seine Frau und das gemeinsame Kind werden von einem vorbeirauschenden Streitwagen so schwer verletzt, dass beide unbedingt medizinischer Hilfe bedürfen, um gerettet zu werden. Doch für einen Arzt hat Marcus kein Geld, und so sterben seine Liebsten. Fortan verhärtet sich Marcus’ Herz, und ihn interessiert nur noch, möglichst viel Geld zu verdienen, egal auf welchem Wege. Er wechselt in die Arena und wird ein ebenso gut bezahlter wie sehr erfolgreicher Gladiator. Zwar hat er keine Freude am Töten seines Gegenspielers im Zweikampf, aber auch keine Skrupel, es zu tun, wenn sein Sieg davon abhängt. Marcus’ Leben erfährt eine Wandlung, als er den kleinen Flavius kennenlernt, den siebenjährigen Sohn eines besiegten und getöteten Gegners, den er adoptiert. Als Marcus eines Tages beim Zweikampf selbst verwundet wird, beschließt er, nicht länger als Gladiator aufzutreten. Stattdessen schließt er sich dem Sklavenhändler Cleon an und wird dessen rechte Hand. In seinen Mitteln, Menschen zu rauben und aus ihnen Sklaven zu machen, ist er wenig zimperlich. Marcus überfällt einmal ein afrikanisches Dorf auf der Suche nach Sklaven, wo ein Vater gegen Marcus’ Sklavenfänger ankämpft. Als das Leben seines kleinen Sohnes bedroht wird, ergibt sich Marcus’ Widersacher. Marcus erkennt sich in diesem Akt väterlicher Liebe selbst wieder und beginnt sich von der Jagd nach Sklaven wieder abzuwenden.
Marcus rettet dann eine Wahrsagerin, die voraussagt, dass Flavius eines Tages vom bedeutendsten Mann Judäas gerettet werden wird. Marcus und Flavius reisen nach Jerusalem, um diesen Mann kennen zu lernen. Er trifft Pontius Pilatus, den Statthalter dieser römischen Provinz, von dem Marcus glaubt, dass er der Beschreibung entspricht. In einem Gasthaus auf dem Weg dorthin erzählt ihm ein Mann, dass der bedeutendste Mann der Welt im Stall übernachtet, aber Marcus glaubt ihm nicht. Pilatus setzt den gutgläubigen und ihm wohlgesinnten Marcus für seine finsteren Machenschaften ein. Als Flavius eines Tages von einem durch ihn, Marcus, gestohlenen Pferd geworfen wurde und dem Tod nahe ist, bringt er den Jungen zu einem als Wunderheiler gepriesenen Mann und bittet um dessen Hilfe. Dieser Salvator, von dem einst die Wahrsagerin gesprochen hatte, heißt Jesus, und er rettet tatsächlich Flavius das Leben. Marcus verspricht dem Erlöser seine Anhängerschaft. Doch der von Gier getränkte Wunsch nach Reichtum lässt ihn rasch wortbrüchig werden. Noch immer in Treue fest zu Pilatus stehend, hat Marcus auch weiterhin nur seinen Anteil an den Raubzügen in Pilatus’ Namen im Sinn. In Jerusalem muss er feststellen, dass Pilatus Christus zum Tode verurteilt hat. Als Marcus die Stadt verlässt, bittet ihn einer der Apostel Jesu, dem Heiland zu helfen, indem er dessen Kreuz durch die Straßen trägt, doch Marcus lehnt ab. Als Marcus und Flavius Jerusalem verlassen, sehen sie hinter sich drei Kreuze auf dem Hügel Golgatha.
Viele Jahre ziehen ins Land. Flavius ist längst erwachsen geworden und wird von düsteren Erinnerungen an den Mann, der ihn einst gerettet hatte, heimgesucht. Flavius gerät in Widerspruch zu seinem Adoptivvater und wendet sich gegen dessen Pläne, die dieser für ihn hat. Stattdessen engagiert sich der junge Mann für die Befreiung entlaufener Sklaven, die als Gladiatoren für Marcus’ grausame Arenaspiele bestimmt wurden. Flavius flieht mit den Befreiten, wird aber bald darauf gefasst und als Gladiator zu Schaukämpfen verbannt. Alles Flehen und auch seine Bestechungsversuche helfen nichts – Marcus muss ansehen, wie sein Sohn Flavius zum Gladiator wird. Man schreibt das Jahr 79, und als die Kämpfe in der Arena der Stadt Pompeji (moderne Aufnahme rechts) beginnen sollen, bricht plötzlich der Vulkan Vesuv aus. Ein pyroklastischer Strom fegt über Stadt und Arena Pompejis hinweg. Panik macht sich allenthalben breit, jeder versucht, sein nacktes Leben zu retten. Auch Marcus muss sich entscheiden: sein Leben oder seine Besitztümer. Im letzten Moment weiß er die Prioritäten richtig einzuschätzen und lässt all sein Geld und Gold und andere irdische Besitztümer hinter sich. Er rettet stattdessen das Leben von Flavius und weitere von dessen befreiten Sklavenfreunden, die mit einem Schiff aufs offene Meer entkommen können. Marcus selbst bleibt zurück und wird vom Ascheregen zermalmt: In einer Vision steigt er in dem Himmel auf, um dort von einem alles verzeihenden Jesus empfangen zu werden.

## Produktionsnotizen
Die Dreharbeiten zu Die letzten Tage von Pompeji begannen am 14. Mai 1935 in Hollywood und endeten zwei Monate darauf, Mitte Juli desselben Jahres. Die Uraufführung fand am 18. Oktober 1935 statt. In Österreich wurde der Film unter dem Titel Die letzten Tage von Pompeji in Originalfassung mit deutschen Untertiteln erstmals am 31. Januar 1936 gezeigt. Die deutsch synchronisierte Fassung erlebte ihre Erstaufführung auf den Tag genau 14 Jahre später.
Van Nest Polglase entwarf die Filmbauten, die optischen Spezialeffekte gestaltete Vernon L. Walker.

## Synchronisation
| Rolle                 | Darsteller     | Synchronsprecher  |
| --------------------- | -------------- | ----------------- |
| Marcus                | Preston Foster | Wilhelm Borchert  |
| Burbix                | Alan Hale      | Walter Altenkirch |
| Pontius Pilatus       | Basil Rathbone | Erich Fiedler     |
| Präfekt Allus Martius | Louis Calhern  | Ralph Lothar      |
| erwachsener Flavius   | John Wood      | Erik Schumann     |
| junger Flavius        | David Holt     | Michael Günther   |

## Kritiken
Der Film wurde von der zeitgenössischen Kritik vor allem aufgrund seiner damals als spektakulär empfundenen Katastrophenszenen (Vulkanausbruch und seine Folgen) gelobt. Die Nachkriegskritik bemängelte vor allem die darstellerischen, aber auch die inszenatorischen Defizite.
Andre Sennwald von der New York Times nannte den Film eine „unterhaltsame Fiktion“ und erinnerte daran, dass Regisseur Schoedsack „biblische Figuren wie Jesus Christus und Pontius Pilatus einführe, um eine lehrreiche Moral auf die gierige Erfolgsgeschichte“ des von Preston Foster dargestellten, ehrgeizigen Gladiators aufzustellen. Zu den einzelnen Schauspielerleistungen heißt es: „Mr. Foster dominiert den Film als Selfmademan und erfüllt seine Rolle mit Gründlichkeit und Können. Aber Held der Gelegenheit ist Basil Rathbone, dessen Pilatus ein faszinierender Aristokrat ist, verächtlich in seinem Hochmut und schlau in seiner Argumentation. Der junge David Holt ist exzellent als knabenhafte Ausgabe des verträumten Adoptivsohns und Newcomer John Wood offenbart eine einnehmende Aufrichtigkeit als erwachsene Version des Idealisten.“
Bei der österreichischen Premiere 1936, die knapp anderthalb Jahrzehnte vor der deutschen erfolgte, hieß es in Wiens Die Stunde: „Der Film rollt groß und mit allem Raffinement moderner Regie ab. Die Photographie ist ausgezeichnet, die Bilder von der Zerstörung Pompejis, die Massenszenen sind von grandioser Eindringlichkeit.“
In Freie Stimmen war zu lesen: „Was Ihnen der Film bisher schuldig geblieben ist, woran die Filmtechnik trotz ihrer unleugbar großartigen Fortschritte bisher scheiterte, zeigt ihnen nun Regisseur Ernest B. Schoedsack mit der erschütternd realistischen Wiedergabe er durch einen Ausbruch des Vesuvs hervorgerufenen Zerstörung Pompejis, der blühenden Stadt des Altertums.“
Auch Ungarns Ödenburger Zeitung lobte den „großen technischen und darstellerischen Aufwand“. Weiters war zu lesen: „Der Film ist als Tonfilm vollständig neu bearbeitet und es ist gelungen, die schrecklichen Folgen des Ausbruchs des Vesuvs mit geradezu grauenerregender Realistik darzustellen.“
Wiens Der gute Film lobte einerseits die dezenten Jesusszenen, kritisierte andererseits auch die „oft kindlich naiv wirkenden Regieeinfälle“ und manche „grobe Fehler in der Zeitrechnung“. Das Fazit lautete: „Ein stark auf äußere Wirkung gestelltes historisches Lebensbild.“
Wie stark der Zahn der Zeit relativ schnell die Wirksamkeit dieser Produktion gemindert hat, zeigt eine frühe Nachkriegsbewertung in Österreich, wo der Film, nunmehr unter dem bundesdeutschen Titel Der Untergang von Pompeji neu herausgebracht, noch 14 Jahre zuvor in seiner englischsprachigen Originalfassung bejubelt worden war. Nunmehr (1950) heißt es: „Das ehrwürdige Alter des Films macht es unmöglich, moderne Maßstäbe anzulegen – wahrscheinlich war er damals, als er herauskam, eine Meisterleistung, heute ist er überholt und nur in sofern interessant, als er uns vor Augen führt wie sehr unsere Auffassungen sich in den letzten fünfzehn Jahren geändert haben.“
Das Lexikon des Internationalen Films schrieb: „Ein Historienfilm, der hart an der Grenze zum Kitsch inszeniert ist. Der spektakuläre Vulkanausbruch und der Untergang der Stadt zu seinen Füßen sind mit für damalige Möglichkeiten bemerkenswerten Trickaufnahmen aufbereitet.“
Der Movie & Video Guide empfand die „spektakulären Höhepunkt-Szenen als spannend und fachmännisch umgesetzt“ und erinnerte daran, dass für die Spezialeffekte dasselbe Team verantwortlich zeigte wie schon bei King Kong und die weiße Frau zwei Jahre zuvor, während Halliwell‘s Film Guide hier ein „steifes Melodram, das von spektakulären Desasterszenen gekrönt wird“, ausmachte.